# 牟呂町
牟呂町（むろちょう）は、愛知県豊橋市の地名。

## 地理

### 河川・池沼
- 八間川
- 牟呂用水
- 柳生川

### 交通
- 愛知県道386号平井牟呂大岩線
- 愛知県道502号豊橋環状線
- 愛知県道388号大山豊橋停車場線

### 施設
- 愛知県立豊橋西高等学校
- 豊橋市西部窓口センター
- 牟呂八幡宮
- 豊橋市立汐田小学校

### 字一覧
- 一本木（いっぽんぎ）[WEB 6]
- 内田（うちだ）[WEB 6]
- 扇田（おうぎだ）[WEB 6]
- 大塚（おおつか）[WEB 6]
- 奥山（おくやま）[WEB 6]
- 奥山新田（おくやましんでん）[WEB 6]
- 北汐田（きたしおだ）[WEB 6]
- 古田（こでん）[WEB 6]
- 古幡焼（こばたやき）[WEB 6]
- 郷社（ごうしや）[WEB 6]
- 郷社西（ごうしやにし）[WEB 6]
- 境松（さかいまつ）[WEB 6]
- 坂津（さかつ）[WEB 6]
- 水神（すいじん）[WEB 6]
- 築根（つきね）[WEB 6]
- 外神（とがみ）[WEB 6]
- 中西（なかにし）[WEB 6]
- 西明治圦添（にしめいじいりぞえ）[WEB 6]
- 西明治沖坪（にしめいじおきのつぼ）[WEB 6]
- 西明治川東（にしめいじかわひがし）[WEB 6]
- 西明治源助堀（にしめいじげんすけぼり）[WEB 6]
- 西明治新右前（にしめいじしんうぜん）[WEB 6]
- 西明治大道下（にしめいじだいどうした）[WEB 6]
- 八王子（はちおうじ）[WEB 6]
- 東里（ひがしさと）[WEB 6]
- 東明治圦裏（ひがしめいじいりうら）[WEB 6]
- 東明治沖坪（ひがしめいじおきつぼ）[WEB 6]
- 東明治川添（ひがしめいじかわぞえ）[WEB 6]
- 東明治郷下（ひがしめいじごうした）[WEB 6]
- 東明治橋下（ひがしめいじはしした）[WEB 6]
- 百間（ひやつけん）[WEB 6]
- 松崎（まつざき）[WEB 6]
- 松島（まつしま）[WEB 6]
- 松島東（まつしまひがし）[WEB 6]
- 松東（まつひがし）[WEB 6]
- 三ツ山（みつやま）[WEB 6]
- 南汐田（みなみしおだ）[WEB 6]
- 若宮（わかみや）[WEB 6]

## 歴史

### 沿革
- 江戸時代 - 三河国渥美郡牟呂村として所在[1]。三河吉田藩領[1]。
- 享保年間ごろ - 上牟呂村・中牟呂村・下牟呂村として3つに分離[1]。
- 1884年（明治17年） - 渥美郡磯辺村の一部により、同郡牟呂村が成立[1]。江戸時代の村名でいえば、上牟呂村・中牟呂村・下牟呂村・富田新田・松島新田の領域に相当する[1]。
- 1889年（明治22年） - 市制町村制による牟呂村となる[1]。大字はなし[1]。村の地先の埋め立て地（神野新田）の一部を編入[1]。
- 1894年（明治27年） - 吉田方村・牟呂村地先の埋め立て地（西吉前新田）の一部を編入[1]。
- 1906年（明治39年） - 牟呂吉田村大字牟呂となる[1]。
- 1932年（昭和7年） - 合併に伴い、牟呂吉田村大字牟呂は豊橋市往完町・牟呂町・吉前町・神野新田町にそれぞれ編入される[1]。また、同市牟呂町が成立[1]。
- 1936年（昭和11年） - 神野新田町の一部を編入する[1]。
- 1952年（昭和27年） - 一部が羽根井町に編入される[1]。
- 1972年（昭和47年） - 一部が往完町・羽根井西町・東脇・市場にそれぞれ編入される[1]。

### 人口の変遷
国勢調査による人口および世帯数の推移。
| 1995年（平成7年）  | 3011世帯 10048人 |  |
| 2000年（平成12年） | 3651世帯 11364人 |  |
| 2005年（平成17年） | 2295世帯 6379人  |  |
| 2010年（平成22年） | 2450世帯 6385人  |  |
| 2015年（平成27年） | 2758世帯 7192人  |  |
| 2020年（令和2年）  | 3078世帯 7820人  |  |

## 出身人物
- 海山宗恪（僧侶、当時渥美郡牟呂村）[2]

### WEB
1. 1 2  総務省統計局 (2022年2月10日). “令和2年国勢調査の調査結果(e-Stat) - 男女別人口，外国人人口及び世帯数－町丁・字等” (CSV). 2023年8月2日閲覧。
2. ↑  “愛知県豊橋市の町丁・字一覧”.   人口統計ラボ. 2023年4月13日閲覧。
3. ↑  “読み仮名データの促音・拗音を小書きで表記するもの(zip形式) 愛知県” (zip).   日本郵便 (2024年2月29日). 2024年3月26日閲覧。
4. ↑  “市外局番の一覧” (PDF).   総務省 (2022年3月1日). 2022年3月22日閲覧。
5. ↑  “ナンバープレートについて”.   一般社団法人愛知県自動車会議所. 2024年1月21日閲覧。
6. 1 2 3 4 5 6 7 8 9 10 11 12 13 14 15 16 17 18 19 20 21 22 23 24 25 26 27 28 29 30 31 32 33 34 35 36 37 38  “愛知県豊橋市牟呂町の住所一覧”.   ゼンリン. 2024年12月14日閲覧。
7. ↑  総務省統計局 (2014年3月28日). “平成7年国勢調査の調査結果(e-Stat) - 男女別人口及び世帯数 －町丁・字等” (CSV). 2021年7月20日閲覧。
8. ↑  総務省統計局 (2014年5月30日). “平成12年国勢調査の調査結果(e-Stat) - 男女別人口及び世帯数 －町丁・字等” (CSV). 2021年7月20日閲覧。
9. ↑  総務省統計局 (2014年6月27日). “平成17年国勢調査の調査結果(e-Stat) - 男女別人口及び世帯数 －町丁・字等” (CSV). 2021年7月21日閲覧。
10. ↑  総務省統計局 (2012年1月20日). “平成22年国勢調査の調査結果(e-Stat) - 男女別人口及び世帯数 －町丁・字等” (CSV). 2021年7月21日閲覧。
11. ↑  総務省統計局 (2017年1月27日). “平成27年国勢調査の調査結果(e-Stat) - 男女別人口及び世帯数 －町丁・字等” (CSV). 2021年7月21日閲覧。

### 書籍
1. 1 2 3 4 5 6 7 8 9 10 11 12 13 14 15  「角川日本地名大辞典」編纂委員会 1989, p. 1323.
2. ↑  郷土豊橋を築いた先覚者たち編集委員会 1986, p. 179.